# ブランドハイソックス
ブランドハイソックスとは、スポーツ用品メーカーが競技用に開発したハイソックスのこと。ただしサッカーやラグビー用の靴下は膝下までの長さであるものの、ストッキングと呼ぶ。
1984年、アシックスがバスケットボールの競技専用のハイソックスを売りに出した。
通常のハイソックスが500円程度であったのに対し、ブランドハイソックスはデザインも機能性も工夫を凝らした上、1200円前後と相当割高になったが。代表的なブランドハイソックスが、アシックスの「TZS833」。アディダスもプーマも、この商品に追随し、ブランドハイソックスを次々に開発した。
しかし1997年、TZS833もアシックスのカタログから外された。
2001年前後、SMAPがTZS833を着用してみせたことから、スポーツ用品店にこの商品を求める消費者の問い合わせが集まったが、商品管理をコンピューターで一元的に行っているアシックスでは、カタログから外された商品についてはたとえ倉庫の奥に眠っていたにしても、「在庫なし」との回答が出てしまう。
現在では、ブランドハイソックスと言えばショートソックス全盛である。
長いものでもふくらはぎ下、それ以外ではくるぶし上、くるぶし、くるぶし下、かかと（スニーカーソックス）と、ハイソックス全滅を尻目にショートソックスなら数センチ単位で商品が揃えられている。